# Triplaris fulva
Triplaris fulva är en slideväxtart som beskrevs av Huber. Triplaris fulva ingår i släktet Triplaris och familjen slideväxter. Inga underarter finns listade i Catalogue of Life.